# Yahdun-Lim

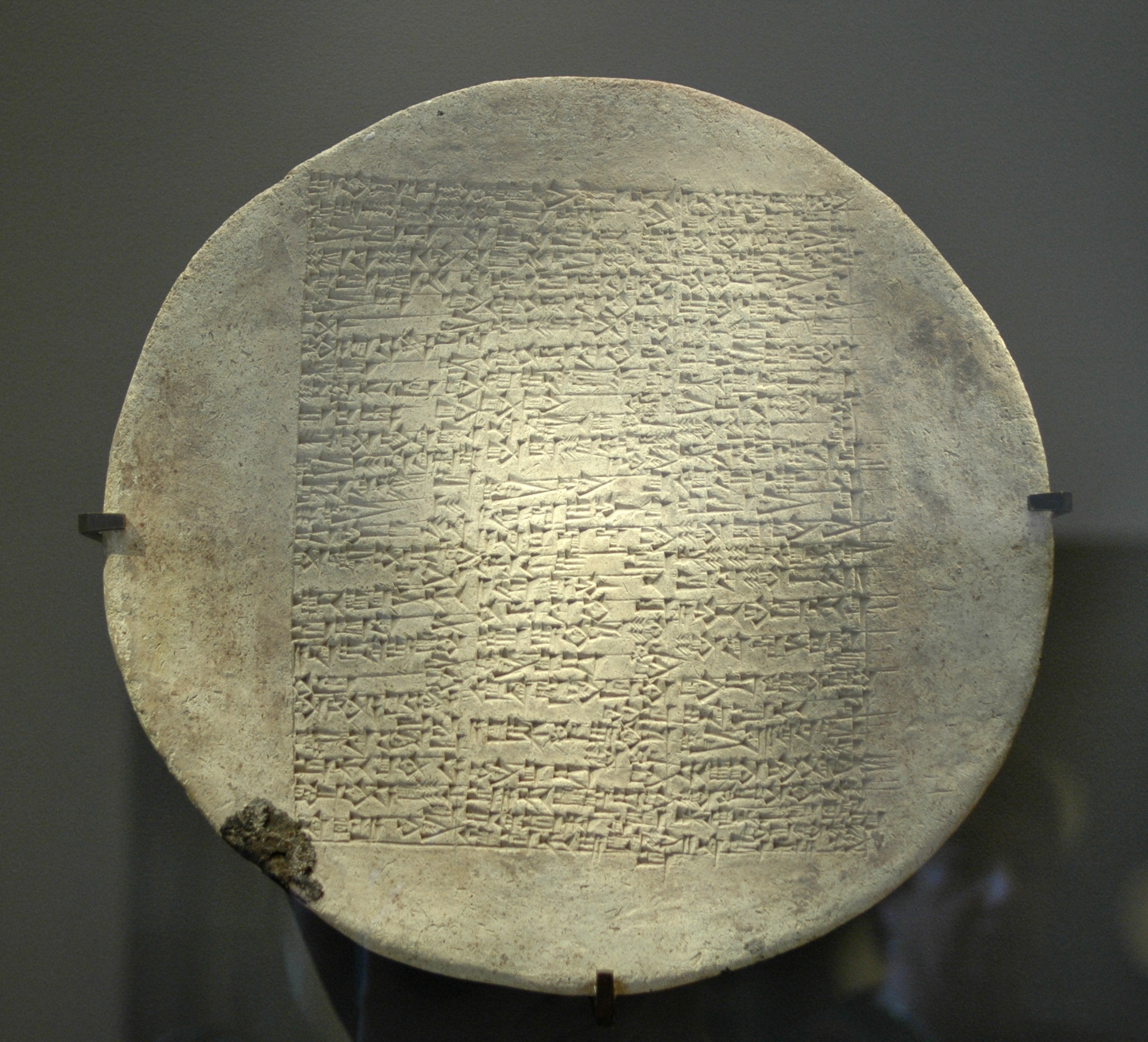
De schijf met Yahdun-Lims inscriptie over de tocht naar de Middellandse Zee.

Yaḫdun-Lim ca. 1817-1803 v.Chr. was koning van Mari in het land van de Simalieten. Hij was de zoon van Yagid-Lim. Zijn vader had een verdrag gesloten met Ila-kabkabu de vader van Shamshi-adad I en dit gebroken. Yaḫdun-Lim werd daarom door Ila-Kabkabu enige tijd gevangen gehouden. Of Yagid-Lim zelf Mari geregeerd heeft daarna is niet duidelijk, maar van Yaḫdun-Lim is dat wel zo. Hij wist de macht van Mari tot aan de Balich en het gebied van de Khabur uit te breiden en versloeg onder andere de Yaminitische koning van Tuttul. Hij stichtte een nieuwe nederzetting die hij Dûr-Yaḫdun-Lim noemde. De locatie is niet met zekerheid bekend, maar Deir ez-Zor is een goede kandidaat. Hij groef zelfs een kanaal van de Eufraat naar de Khabur dat hij ook naar zichzelf Išim-Yaḫdun-Lim noemde. Hij pocht daarover:

Ik opende kanalen en maakte diegenen die water uit putten haalden overbodig.

Er is een inscriptie van hem ter gelegenheid van de bouw van de tempel Egirzalanki voor Šamaš. In deze inscriptie zegt hij:

En sinds de dagen van weleer dat de god de stad Mari bouwde, had een koning die zetelde in Mari nog niet de Middellandse Zee bereikt, en had de cederwouden en bokshoutwouden niet bezocht en de grote bergen en had hun hout niet gekapt. Nu is Yaḫdun-Lim, zoon van Yagid-Lim, de machtige koning, de wilde stier onder de koningen, met macht en sterkte opgetrokken naar de kust van de zee, en bracht offers aan de zee overeenkomstig zijn koninklijke majesteit en zijn leger waste zich in het water van de zee. Hij begaf zich naar de cederbergen en de bokshoutbergen, de grote bergen en hij kapte bokshout, ceder, taskarinnum, jeneverbes en elamakku-hout. Deze houtsoorten kapte hij. Hij richtte een monument op, vestigde zijn naam en riep zijn macht uit.

De god waarnaar de koning hier verwijst is mogelijk El maar het kan ook de legendarische stichter van de stad Itur-Mer zijn, die als eerste koning vergoddelijkt werd.
Nadat Šamši-Adad vaste voet had gekregen in Ekallatum, Assur onderworpen had en zich in Shehna gevestigd had, schijnt Yaḫdun-Lim eerst zijn bondgenoot geweest te zijn en hem zelf bezocht te hebben in Ekallatum, maar hij kwam onvermijdelijk met hem in conflict. Eerst werd het Khabur-gebied min of meer tussen hen verdeeld, maar uiteindelijk kwam het tot een treffen bij Tell Brak. Yaḫdun-Lim won, maar zag genoopt bondgenootschappen te wisselen. Hij gaf de brui aan Aleppo (de hoofdstad van Yamhad) en verbond zich met Eshnunna, ondanks zijn eerdere huwelijk met een prinses van Aleppo. Dit leverde hem nog meer de wrok op van de priesters van Addu (Adad). Hij had eerder al de stad Emar afgepakt van Sumu-Epuh de koning van Yamhad en de Yaminietenstammen verslagen. De Yaminieten waren Amoritische stammen die rivaliseerden met de Simalieten.
Hij werd spoedig daarna waarschijnlijk vermoord door zijn zoon Sumu-Yamam, die op zijn beurt na een jaar of twee op de troon door zijn eigen dienaren gedood werd, waardoor Šamši-Adad Mari kon innemen en er zijn zoon op de troon zetten.
Zimri-Lim, die beweerde Yaḫduns zoon te zijn, vluchtte, maar wist later op de troon van Mari terug te keren. Yaḫdum-Lim had ook een dochter waarvan we de naam weten, Yamama die uitgehuwelijkt werd aan Asqudum. Van Asqudum zijn documenten uit Mari bekend.
Een andere dochter was Inibšina. Zij was een nin-dingir-ra (ugbabtu) van de god Hadad in Mari. Dit was ongetwijfeld een hoge functie als priesteres, maar de precieze betekenis is niet bekend.